# DingTalk
DingTalk (tiếng Trung: 钉钉; phát âm: Đinh Đinh) là một nền tảng giao tiếp và hợp tác doanh nghiệp thành lập vào năm 2014, do Tập đoàn Alibaba phát triển,. Năm 2018, đây là một trong những ứng dụng di động Trung Quốc quản lý và giao tiếp chuyên nghiệp lớn nhất thế giới, với hơn 100 triệu người dùng. Ý định mở rộng ra thị trường quốc tế được công bố vào năm 2018. Dingtalk có mặt trên hệ điều hành iOS, Android, trên máy tính Mac và PC.

## Lịch sử
Ngày 16 tháng 1 năm 2015, DingTalk đã ra mắt phiên bản thử nghiệm 1.1.0.
Ngày 26 tháng 5 năm 2015, phiên bản 2.0 phát hành, thêm Ding Mail, Smart OA và chức năng lưu trữ chia sẻ.
Ngày 19 tháng 9 năm 2016, phiên bản 3.0 phát hành, tập trung vào giao tiếp và cộng tác kiểu B2B (Business To Business, một mô hình kinh doanh điện tử).
Ngày 15 tháng 1 năm 2018, DingTalk ra mắt phiên bản tiếng Anh của ứng dụng tại Malaysia, thị trường đầu tiên bên ngoài Trung Quốc (mặc dù ứng dụng này vẫn có thể tải xuống và sử dụng ở các thị trường khác như Ấn Độ, Mỹ, v.v.). Tháng 11 năm 2017  DingTalk ra mắt các thiết bị phần cứng như "tiếp tân thông minh", cho phép nhân viên doanh nghiệp check-in bằng vân tay hoặc nhận dạng khuôn mặt.
Trong đại dịch COVID-19, ứng dụng này hứng chịu nhiều đánh giá tiêu cực và spam xếp hạng từ học sinh Trung Quốc do các giáo viên sử dụng ứng dụng này để gửi bài tập về nhà trong thời gian học sinh nghỉ học cách ly.

## Tính năng
- Tất cả các loại tin nhắn: tin nhắn văn bản, tin nhắn thoại, hình ảnh, tập tin, DingMails. Chế độ Chỉ đọc/ Chưa đọc giúp cải thiện hiệu quả liên lạc và tin nhắn gửi bằng DING, cảnh báo người nhận thông qua cuộc gọi điện thoại, SMS và qua chính ứng dụng.[8]
- Tất cả các liên hệ tổ chức hợp nhất thành một nền tảng trực tuyến
- Hỗ trợ cuộc gọi hội nghị chứa âm thanh cho tối đa 30 thiết bị[9]
- SmartWork OA giúp quản lý các quy trình công việc nội bộ như quản lý nhân viên, ứng dụng du lịch và sự hoàn trả. Hồ sơ được tóm tắt và xuất thành tập tin.  Trong tương lai, nhiều ứng dụng và chức năng của bên thứ 3 sẽ được tích hợp.[10]
- DingTalk là một trong những ứng dụng đầu tiên của Trung Quốc đạt tiêu chuẩn ISO/IEC 27001:2013. Dữ liệu được mã hóa theo tiêu chuẩn bảo mật SSL/TLS.[11]
- Phần cứng thông minh C1 và M2, ứng dụng "thông minh" [12]